# Ківі бурий
Ківі бурий (Apteryx australis) — вид нелітаючих птахів родини ківієвих (Apterygidae).

## Поширення
Ендемік Нової Зеландії. Вид поширений у густих лісах на заході Південного острова та на острові Стюарт.

## Опис
Птах завдовжки 45-55 см. Самиці важать 2,1-3,9 кг. Самці менші — важать 1,6-2,8 кг. Забарвлення оперення сірого кольору з ледь помітними смугами. Дзьоб довгий та вузький, на кінці ледь зігнутий.

## Спосіб життя
Як і інші представники ряду, цей вид живе в густих сирих лісах і веде нічний спосіб життя. Це єдиний вид ківі, який відкладає по два яйця. У рік відкладає до шести яєць. Яйце ківі бурого найбільше у порівнянні з яйцями інших видів ківі і важить до 450 г, близько 1/4 маси самого птаха. Висиджують яйця як самці, так і самиці.